# Christian Oldenburg
Christian Oldenburg (født 26. november 1943 på Frederiksberg, død 21. april 2020) var en dansk diplomat.
Han var søn af ambassadør Troels Oldenburg, afsluttede High School i Janesville, Wisconsin, USA 1961 og blev student fra Herlufsholm 1963 og cand.scient.pol. fra Aarhus Universitet i 1971. I studietiden var han involveret i studenterpolitik.
Han blev samme år ansat som sekretær i Udenrigsministeriet, hvor han var sektionschef for Afrika i perioden fra 1977 til 1980. I september 1991 blev Oldenburg udnævnt til Danmarks ambassadør i Syrien med sideposter i Jordan, Libanon og Cypern. Tre år senere blev han i 1994 chef for Konsulatkontoret og i 1997 chef for kontoret for Mellemøsten, Den arabiske Golf, Nordafrika og Latinamerika. I september 2000 blev han Danmarks ambassadør i Egypten, hvor han tog over fra veteranen Erling Harild Nielsen, og i 2003 blev han tillige ambassadør i Sudan. Fra 1. juli 2005 til 31. august 2006 var Christian Oldenburg Danmarks ambassadør i Irak. Han var Kommandør af Dannebrog.